# اسپرینگفیلد تاون‌شیپ (شهرستان باکس، پنسیلوانیا)
اسپرینگفیلد تاون‌شیپ (به انگلیسی: Springfield Township) یک منطقهٔ مسکونی در ایالات متحده آمریکا است که در شهرستان باکس، پنسیلوانیا واقع شده‌است. اسپرینگفیلد تاون‌شیپ ۷۹٫۴۷ کیلومتر مربع مساحت و ۵٬۰۳۵ نفر جمعیت دارد و ۱۳۹٫۹ متر بالاتر از سطح دریا واقع شده‌است.